# أبرتسة
أَبرُتْسة أو أبرُتسو أو (نقحرة: أبروتسو) (بالإيطالية: Abruzzo)‏ هو أحد أقاليم إيطاليا وتبعد حدوده الغربية عن شرقي روما مسافة 80 كم. يحد الإقليم من الشمال إقليم ماركي ومن الغرب والجنوب الغربي إقليم لتسية وإقليم مُليزة من الجنوب الشرقي والبحر الأدرياتيكي من الشرق. على الرغم من أن الإقليم يقع جغرافيًا في مركز البلاد، إلا أن المعهد الوطني للإحصاء (السلطة الإحصائية الإيطالية) يعتبره جزءًا من جنوب إيطاليا لكون الإقليم من بقايا مملكة الصقليتين.

## التاريخ

كنيسة سانتا ماريا دي كوليماجيو في لاكويلا، كما كانت قبل الزلزال المدمر في 6 أبريل 2009.

سكن البشر أبرتسة منذ العصر الحجري الحديث. تم العثور على هيكل عظمي من لاما دي بيلينيي في مقاطعة كييتي وتم تأريخه بالقياس الإشعاعي إلى نحو 6,540 عام. يبدو أن الاسم أبرتسة مشتق من اللاتينية «أبروتيوم»، رغم أن المنطقة في العصر الروماني عرفت في أوقات مختلفة باسم «بيسينوم» و«سابينا وسامنيوم» و«فلامينيا وبيسينوم» و«كامبانيا وسامنيوم». عرفت هذه المنطقة باسم أبروتيوم في العصور الوسطى مشتقة من أحد أربع احتمالات. يعتقد الكثيرون أنها تحريف برايتوتيوم أو بالأحرى من اسم شعب برايتوتي الذي أطلق أيضًا على مدينته الرئيسية إنترامنايس وهي حاليًا تيرامو. مصدر آخر محتمل هو من «أبر» (في اللاتينية تعني خنزير بري) بحيث كانت أبروتيوم «أرض الخنازير البرية» أو من «أبروبتوم» (وعرة وحادة). أحدث الاقتراحات حول أصل الكلمة يعود للتعبير اللاتيني «آ بروتيس» (من بروتي) وتعني الأرض التي بدأ منها شعب بروتسي الذي انتقل إلى الجنوب ليسكن كالابريا.
حتى عام 1963 كانت جزءًا من إقليم أبروتسي وموليزي. تعود التسمية أبرتسة إلى الفترة عندما كانت المنطقة جزءًا من مملكة الصقليتين وأديرت المنطقة تحت اسم «أبرتسة سيتريوري» (أبرتسة الدنيا) و«أبرتسة ألتريوري 1 و2» (أبرتسة العليا 1 و2) وذلك حسب القرب والبعد عن نابولي عاصمة المملكة. أبرتسة الدنيا هي مقاطعة كييتي اليوم. أما أبرتسة العليا 1 فهي مقاطعتا تيرامو وبيسكارا وأبرتسة العليا 2 هي الآن في مقاطعة لاكويلا. تم العثور في هذه المقاطعة على مدينة كورفينيو (المعروفة باسم كورفينيوم في إيطاليا القديمة) وهي كبرى مدن البالينيي وتقع 11 كم شمال سولمونا في وادي أتيرنوس. موقع البلدة الأصلية تحتله قرية بنتيما. يعتقد أنها خضعت للرومان في القرن الرابع قبل الميلاد، على الرغم من أنها لا تظهر في التاريخ الروماني قبل الحرب الاجتماعية (90 قبل الميلاد)، والتي اتخذها الحلفاء عاصمة ومقر حكومتهم التي تأسست حديثًا تحت اسم إيطاليا (و ليس إيطاليكا وفقاً للنقود المعدنية). كما تبدو أيضًا بمثابة حصن ذا أهمية في الحرب الأهلية رغم أنها قاومت هجوم قيصر لمدة أسبوع (49 قبل الميلاد). خسرت المدينة الحرب لكن الاسم إيطاليا نجى في نهاية المطاف لتعتمده كامل إيطاليا. عند دخول كورفينيو من الشرق يمكن ملاحظة لوحة تذكارية تنسب تسمية إيطاليا لشبه الجزيرة من قبل الشعب الإيطاليقي في المنطقة. تم تكريم هؤلاء الناس من قبل قيصر كمواطنين رومانيين.

## الجغرافيا

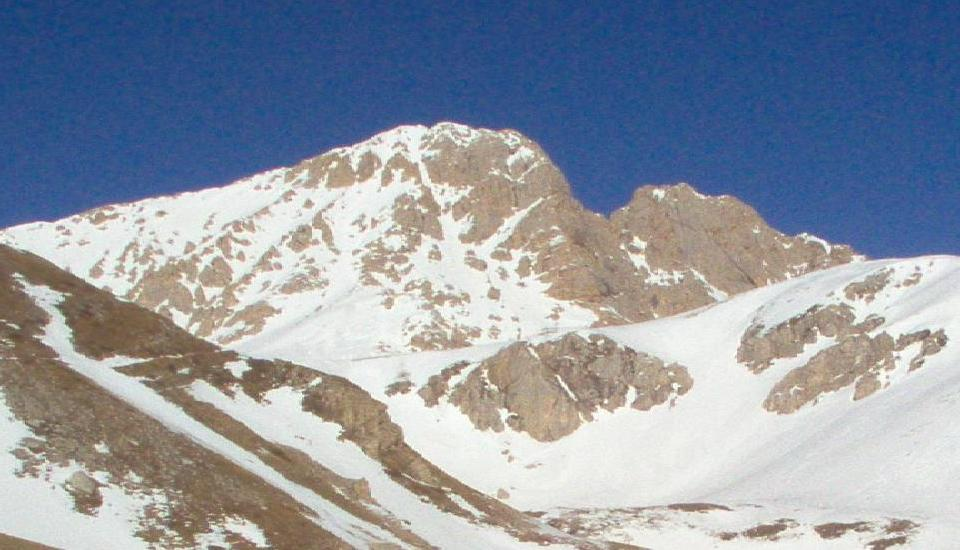
كورنو غراندي في غران ساسو، أعلم قمم الأبينيني.

تقع المنطقة وسط شبه الجزيرة الإيطالية وتواجه البحر الأدرياتيكي وتمتلك سواحل بطول 150 كم. تبلغ مساحة الإقليم 10,794 كم2 ويحدها من الشرق البحر الأدرياتيكي ومن الغرب الأبينيني وهي واحدة من أكثر المناطق جبلية في إيطاليا (كورنو غراندي في كتلة غران ساسو يبلغ ارتفاعها 2914 م وهي الأعلى في الأبينيني). أنهار الإقليم ورغم كثرتها إلا أنها موسمية باستثناء أكبرها بيسكارا وسانغرو. في المناطق الداخلية توجد حديقة أبرتسة الوطنية بمساحة تبلغ 500 كم2 والتي تحتوي أمثلة نادرة من نباتات وحيوانات البحر الأبيض المتوسط مثل (الشامواه والذئاب والدببة والنسور الذهبية). يتنوع المناخ بين حار وجاف على الساحل ومناخ ألبي في المناطق الداخلية الجبلية. تربط الطرق الرئيسية وخطوط السكك الحديدية المنطقة بغرب وجنوب وشمال إيطاليا وبقية أوروبا.

## التقسيمات الإدارية

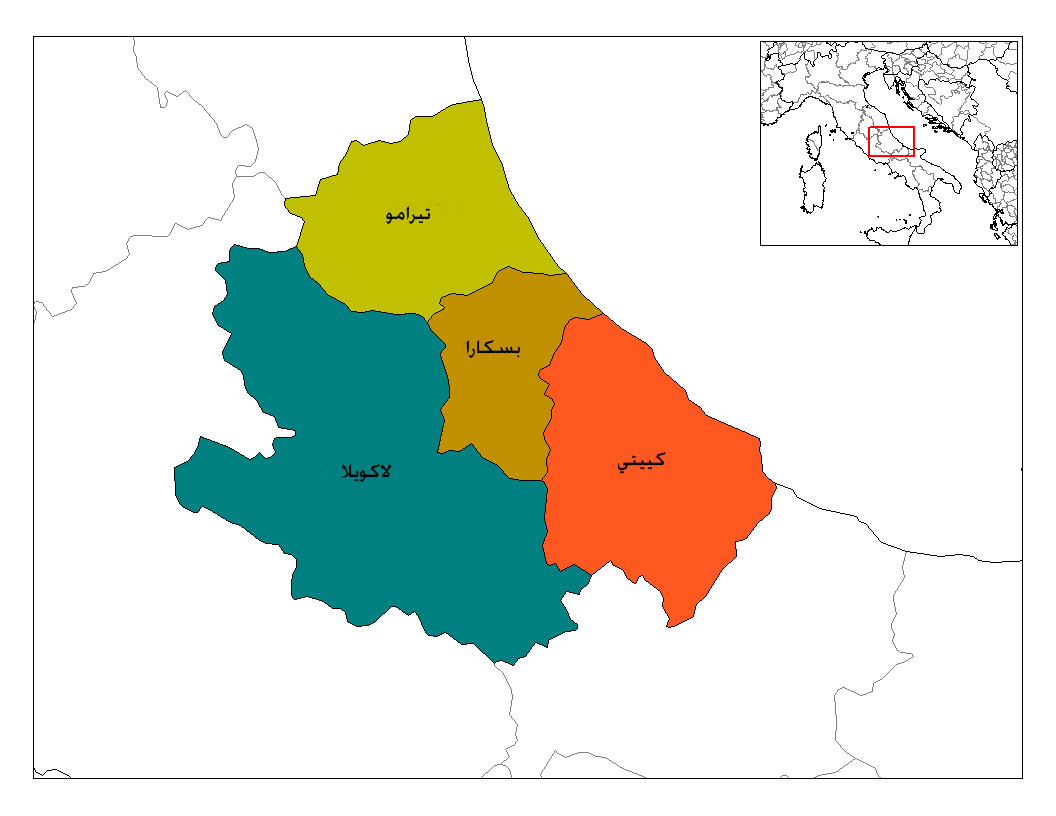
إقليم أبرتسة ومقاطعاته

يتكون الإقليم من أربعة مقاطعات وهي:
| المقاطعة      | المساحة (كم²) | تعداد السكان | الكثافة (كم²) |
| ------------- | ------------- | ------------ | ------------- |
| مقاطعة كييتي  | 2,588         | 396,190      | 153.1         |
| مقاطعة لكويلة | 5,034         | 308,876      | 61.3          |
| مقاطعة بسكارا | 1,225         | 318,701      | 260.1         |
| مقاطعة ترامة  | 1,948         | 308,769      | 158.5         |

### أهم المدن
لاكويلا هي عاصمة الإقليم ومقاطعة لاكويلا وثاني أكبر مدينة ويبلغ تعداد سكانها 73,000 نسمة. تعرضت لاكويلا لزلزال قوي في 6 أبريل 2009 مما دمر جزءًا كبيرًا من وسط المدينة. من عواصم المقاطعات الأخرى بيسكارا وهي أكبر مدينة في أبرتسة وميناؤه الرئيسي (السكان 123,000) وترامة (السكان 55,000) وكييتي (السكان 55,000). أما البلديات الكبيرة الأخرى في أبرتسة فتشمل أفيتسانو (السكان 41,000) والتي تمتلك مركزًا للصناعة والتقنية المتقدمة ولانشانو (عدد سكانها 36,000) وسولمونا (السكان 25,000) وهما مركزان صناعيان وسيأحيان هامان.

## الاقتصاد
حتى عقود قليلة مضت كان إقليم أبرتسة من المناطق الفقيرة في جنوب إيطاليا، لكن على مدى العقود الماضية تم تطوير المنطقة إلى درجة تجاوزت فيها دوامة التخلف لتصبح أولى مناطق الميتسوجيورنو الإيطالي. يؤكد هذا الأمر دوره المحوري في النظام الاقتصادي الوطني. حافظ أبرتسة منذ الخمسينات على نمو اقتصادي مطرد. في عام 1951، كان نصيب الفرد في أبرتسة من الناتج المحلي الإجمالي 53% من نظيره في شمال إيطاليا التي هي المنطقة الأكثر ثراء في البلاد. بحلول عام 1971 كان 65% في أبرتسة وليصل بحلول عام 1994 إلى 76% من متوسط الدخل القومي للفرد في شمال إيطاليا، مما يعطي أبرتسة أعلى حصة من الناتج المحلي للفرد في جنوب إيطاليا ومتجاوزًا بذلك معدل النمو في أقاليم إيطاليا الأخرى.
أدى افتتاح الطرق السريعة من روما إلى ترامة (A24) وروما لبيسكارا (A25) إلى سهولة الوصول إلى أبرتسة والاستثمارات الحكومية والخاصة في المنطقة ورفعت من مستويات التعليم في المنطقة ومن النمو الإنتاجي عن بقية الجنوب. نتيجة لذلك جرى التوسع في القطاع الصناعي ولا سيما في الهندسة الميكانيكية ومعدات النقل والاتصالات السلكية واللاسلكية. اعتبارًا من عام 2003 أصبح نصيب الفرد في أبرتسة من الناتج المحلي الإجمالي 19,506 يورو أو 84% من المعدل الوطني البالغ 23,181 يورو ويفوق جدًا وسطي الجنوب (15,808 يورو).
يعكس هيكل الإنتاج في المنطقة تحول الاقتصاد من الزراعة إلى الصناعة والخدمات. تمكنت الزراعة وبالأخص الحيازات الصغيرة من تحديث وتقديم منتجات عالية الجودة. تنتج هذه الحيازات الصغيرة في معظمها النبيذ والحبوب والشمندر السكري والبطاطا والزيتون والخضروات والفواكه ومنتجات الألبان. ومن المنتجات التقليدية الزعفران وعرق السوس. على الرغم من تطور الصناعة وبقوة فإنها تحتفظ بنقاط ضعف بسبب وجود عدد قليل من كبار الشركات فقط إلى جانب نسيج ضخم من الشركات الصغيرة والمتوسطة الحجم. تجري كل من البحوث النظرية والتطبيقية في المنطقة حيث توجد معاهد كبرى ومصانع تعمل في مجال الأبحاث في مجالات الطب الحيوي والصيدلانيات والفضاء والإلكترونيات والفيزياء النووية. تنتشر البنية التحتية الصناعية في جميع أنحاء المنطقة في المناطق الصناعية التي سبق ذكرها وأهمها وادي بيسكارا ووادي سانغرو ووادي ترينيو ووادي فيبراتا وكونكا دل فوتشينو. من الأنشطة الأخرى التي تستحق الذكر هي السياحة الشاطئية والجبلية والتي هي ذات أهمية كبيرة في اقتصاد المنطقة.

## السياحة والحياة البرية

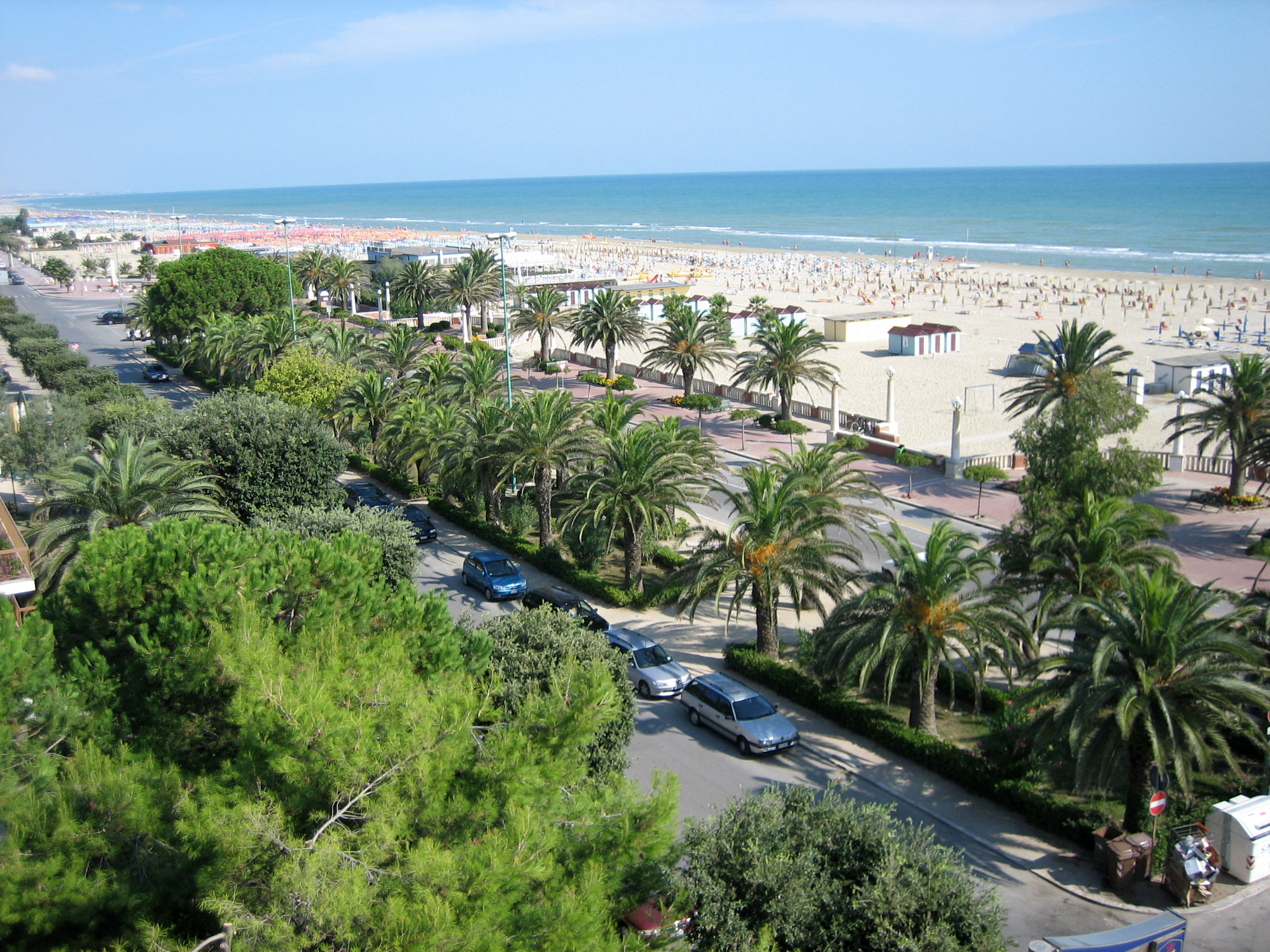
شواطئ جوليانوفا

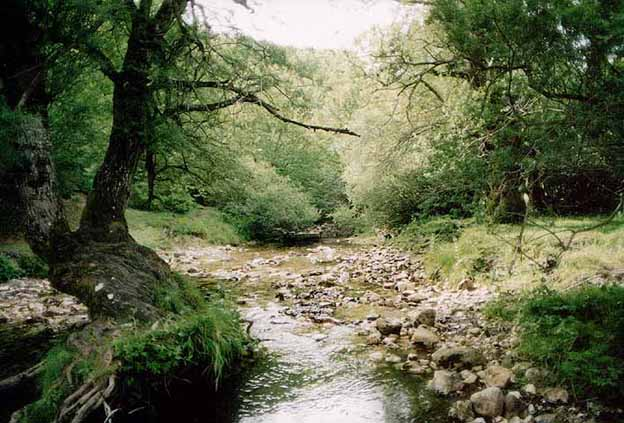
حديقة أبرتسة الوطنية

في العقد الماضي ارتفعت أعداد السياح ومعظمهم من الإيطاليين وغيرهم من الأوروبيين. أكسبت ثروة أبرتسة من القلاع والقرى القروسطية ولا سيما بالقرب من مدينة لاكويلا لقب «أبرتسةشاير» قياسًا على لقب «كيانتيشاير» الذي يستخدم أحيانًا للإشارة إلى منطقة كيانتي في تُسكانة، لكن أبرتسة لا تزال خارج المسار الذي يتبعه السياح في إيطاليا.
تضم المنطقة 21 منتجعًا للتزلج بطول 368 كم من المسارات وذلك في غضون ساعات قليلة من روما. يقع المنتجع الأكثر تقدمًا في روكاراسو ويليه كل من كامبو فيليتشي وكامبو إمبيراتوري. تقع هذه المنتجعات في أعلى منطقة في الأبينيني وبالتالي تكون على علو مماثل لأغلب منتجعات جبال الألب. بسبب قربها من البحر الأدرياتيكي وأنماط هطول الأمطار في فصل الشتاء، فإنها تمتلك ثلوجًا أغزر منها في جبال الألب. تشتهر أبرتسة أيضًا بالتزلج عبر الريف ولا سيما في سهل كامبو إمبيراتوري المرتفع في غران ساسو فضلًا عن بيانا غراندي في ماييلا.
تقع أعلى قمم الأبنيني في كتلة غران ساسو وهي كورنو غراندي إضافة إلى أكثر الأنهار الجليدية جنوبية في أوروبا إل كالديروني. توفر كورنو غراندي وجارتها كورنو بيكولو مجموعة من الفرص من تسلق الجبل مع ارتفاع مناسب للمبتدئين إلى تسلق الجدران الصخرية الحادة المناسبة فقط للمحترفين. تؤمن القمم الأقل شهرة في أبرتسة وخاصة السفوح الألطف في ماييلا للمتسلقين الفرصة بالعزلة.
يبلغ طول سواحل أبرتسة نحو 129 كم. هو ساحل رملي ويحتوي منتجعات شاطئية شعبية كثيرة من بينها فاستو على الساحل الجنوبي لأبرتسة؛ أما في منتصف الساحل فتقع سيلفي مارينا والتي تعتبر رمالها من بين الأفضل في إيطاليا وجوليانوفا وفرانكافيلا أل ماري وبينيتو؛ أما على القسم الشمالي من الساحل فتوجد ألبا أدرياتيكا ومارتينسيكورو.
يخصص ثلث المنطقة كحدائق وطنية وإقليمية. تقع الحدائق التالية كليًا أو جزئيًا ضمن أبرتسة:
- حديقة أبرتسة الوطنية.
- حديقة غران ساسو ومونتي ديلا لاغا الوطنية.
- حديقة ماييلا الوطنية.
- حديقة سيرينتو فيلينو الإقليمية.
- لاغو دي باريا (أراضي بحيرة باريا الرطبة).

المناطق المحمية ذات أهمية بيئية حيث أنها موئل للعديد من النباتات والحيوانات النادرة مثل الدب البني والذئب والشامواه.

## الديموغرافيا
الكثافة السكانية وعلى الرغم من ارتفاعها في العقود الماضية، فلا تزال أقل بكثير من المتوسط الوطني. كانت الكثافة السكانية في 2008 نحو 123.4 نسمة/كم2 في أبرتسة بالمقارنة مع المعدل الوطني البالغ 198.8. على مستوى المقاطعات، يختلف الوضع تمامًا حيث بيسكارا هي المحافظة الأكثر كثافة سكانية (260.1 نسمة/كم2 في عام 2008) في حين لاكويلا هي الأقل كثافة سكانية (61.3 نسمة/كم2 في 2008)، على الرغم من أنها تمتلك مساحة أكبر. بعد عقود من الهجرة من المنطقة كانت السمة الرئيسية للثمانينات هي الهجرة من بلدان العالم الثالث. تعود الزيادة السكانية إلى صافي الهجرة الإيجابي، حيث ومنذ تلك الحين تسجل وفيات تفوق الولادات في الإقليم (باستثناء عام 1999 حيث تساوى عدد الوفيات بالولادات). في عام 2008، قدر المعهد الوطني الإيطالي للإحصاء أن 59,749 من الأجانب المولودين خارج إيطاليا يعيشون في أبرتسة أي ما يعادل 4.5 ٪ من إجمالي سكان المنطقة.
يتجلى عدم التوازن في التوزع السكاني بين المناطق الجبلية الداخلية والشريط الساحلي. تقع أكبر مقاطعة وهي لاكويلا بكاملها في المناطق الداخلية وهي الأقل من حيث الكثافة السكانية. أدى انتقال السكان في أبرتسة من الجبال إلى السواحل إلى التحضر شبه الكامل للشريط الساحلي. بينما كانت الآثار على المناطق الداخلية الفقر والشيخوخة الديموغرافية والتي تعكسها معدلات النشاط في مقاطعة لاكويلا والتي هي أدناها في مقاطعات أبرتسة. يرافق ذلك التدهور الجيولوجي نتيجة لعدم وجود تدابير للحماية. في الشريط الساحلي، من ناحية أخرى، هناك خليط من العمار والأنشطة حيث تغيرت البيئة وبآثار سلبية. أدت سياسة توفير الحوافز التنمية إلى ظهور المناطق الصناعية، ومنها (فاستو وأفيتسانو وكارسولي وجيسي ووادي فيبراتا ووادي سانغرو) والتي حققت تقدمًا حقيقيًا في حين وصلت مناطق مثل (وادي بيسكارا ولاكويلا) إلى مأزق بعد نجاح أولي. بينما ظهرت مناطق سولمونا وغاردياغريلي كمناطق فاشلة. عدا ما ذكر فإن الزراعة والسياحة هما نشاطان رئيسيان آخران.

## النقل والمواصلات

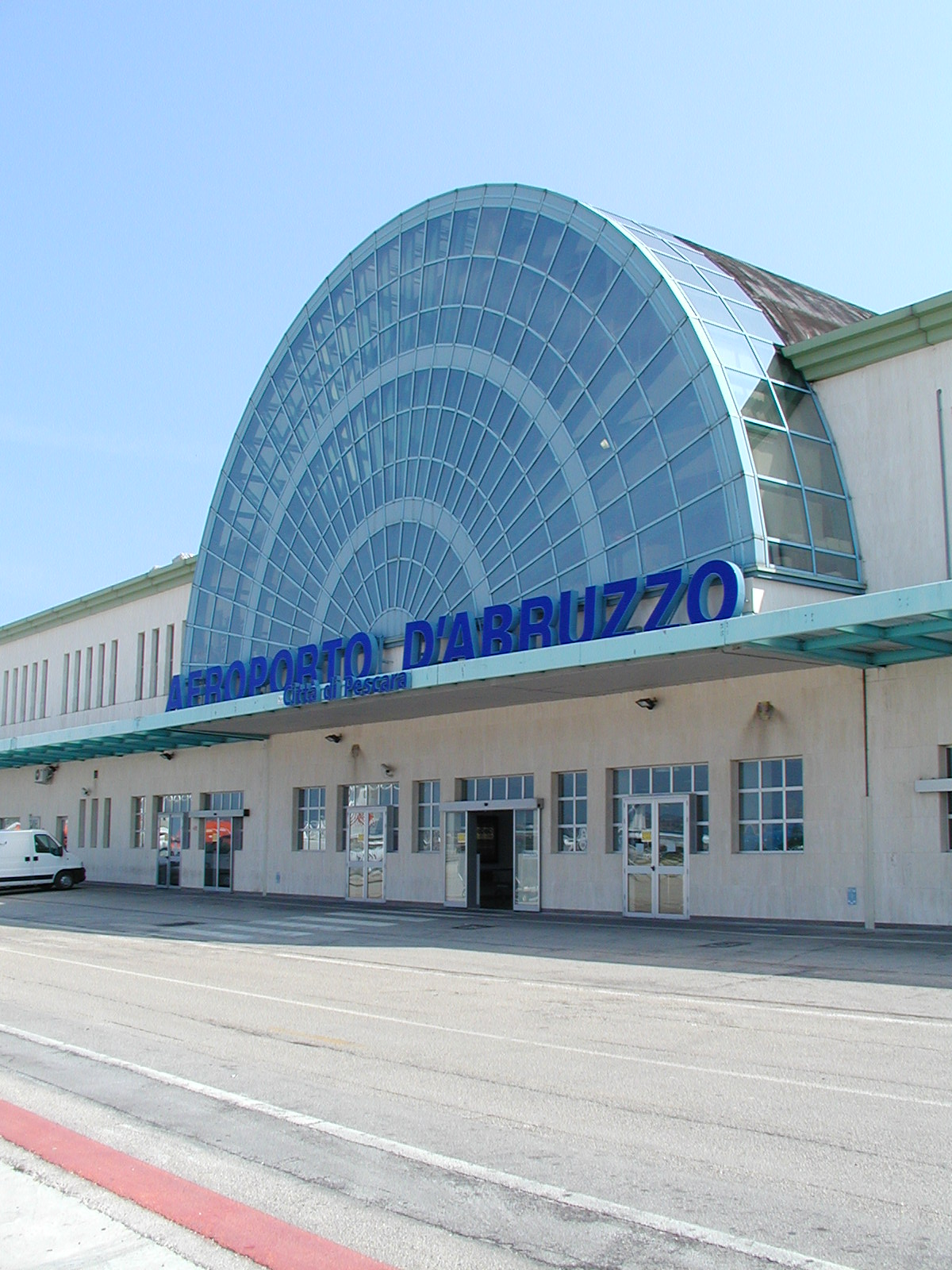
مطار أبرتسة الدولي

بالإضافة إلى عدد من الطرق السريعة وخطوط السكك الحديدية التي تربط الإقليم بالعاصمة ونابولي وميلانو والمدن الكبرى في إيطاليا، توجد عدة مطارات وموانئ:

### المطارات
مطار أبرتسة الدولي هو المطار الدولي الوحيد في المنطقة. المطار مفتوح لحركة الطيران المدنية منذ عام 1996، وشهد على مر السنين المزيد والمزيد من أعداد ركاب الترانزيت بفضل شركات الطيران والرحلات الجوية منخفضة التكلفة. يمر عبر المطار أكثر من 400,000 مسافر سنويًا ويربط مدينة بيسكارا والمنطقة بأسرها بالعديد من الوجهات الأوروبية والإيطالية.
يقع مطار لاكويلا بريتورو في قرية كورتس المجاورة. تم ترميمه مؤخرًا وتحديثه لاستيعاب رحلات رؤساء مجموعة الثماني، ونقل إلى المدينة بعد زلزال أبروتسي. سيفتتح المطار قريبًا أيضًا أمام حركة المرور المدنية.

### الموانئ
توجد في أبرتسة أربعة موانئ رئيسية:
- ميناء بسكارا
- ميناء أورتونا
- ميناء فاست
- ميناء جوليانوفا

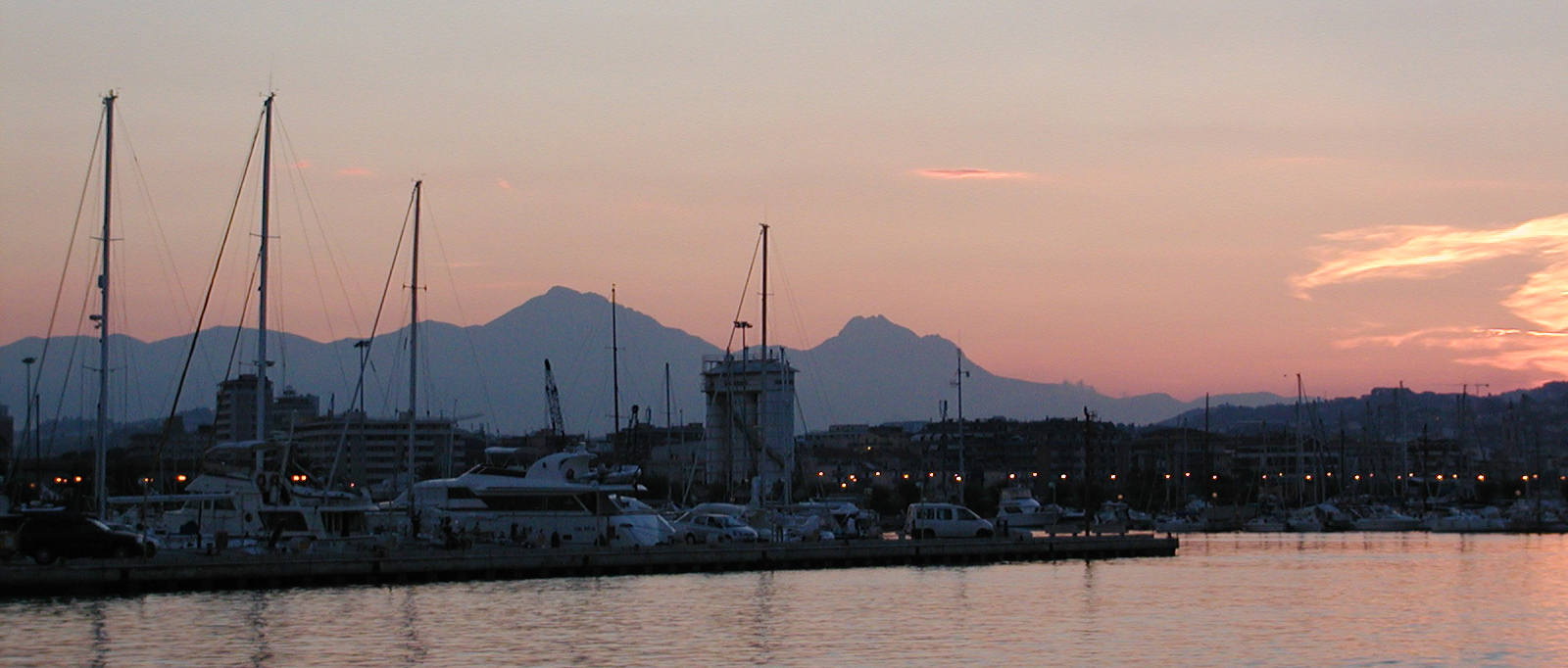
الميناء وسان غراسو في الخلفية

تحول ميناء بيسكارا على مر السنين إلى واحد من أهم الموانئ في إيطاليا والبحر الأدرياتيكي. خضع الميناء لعمليات تطوير وتحديث على مر 60 عامًا ليصبح ميناء حديثًا يمتلك المراسي ومرافق بناء السفن. كرم الميناء لعدة سنوات بالعلم الأزرق للاتحاد الأوروبي اعترافًا بجودة الخدمات المقدمة. مع الوقت تراجعت أهمية ميناء بسكارا لحساب حركة الركاب، مع الحفاظ على ازدهار سوق الصيد والزراعة المائية.

## الثقافة

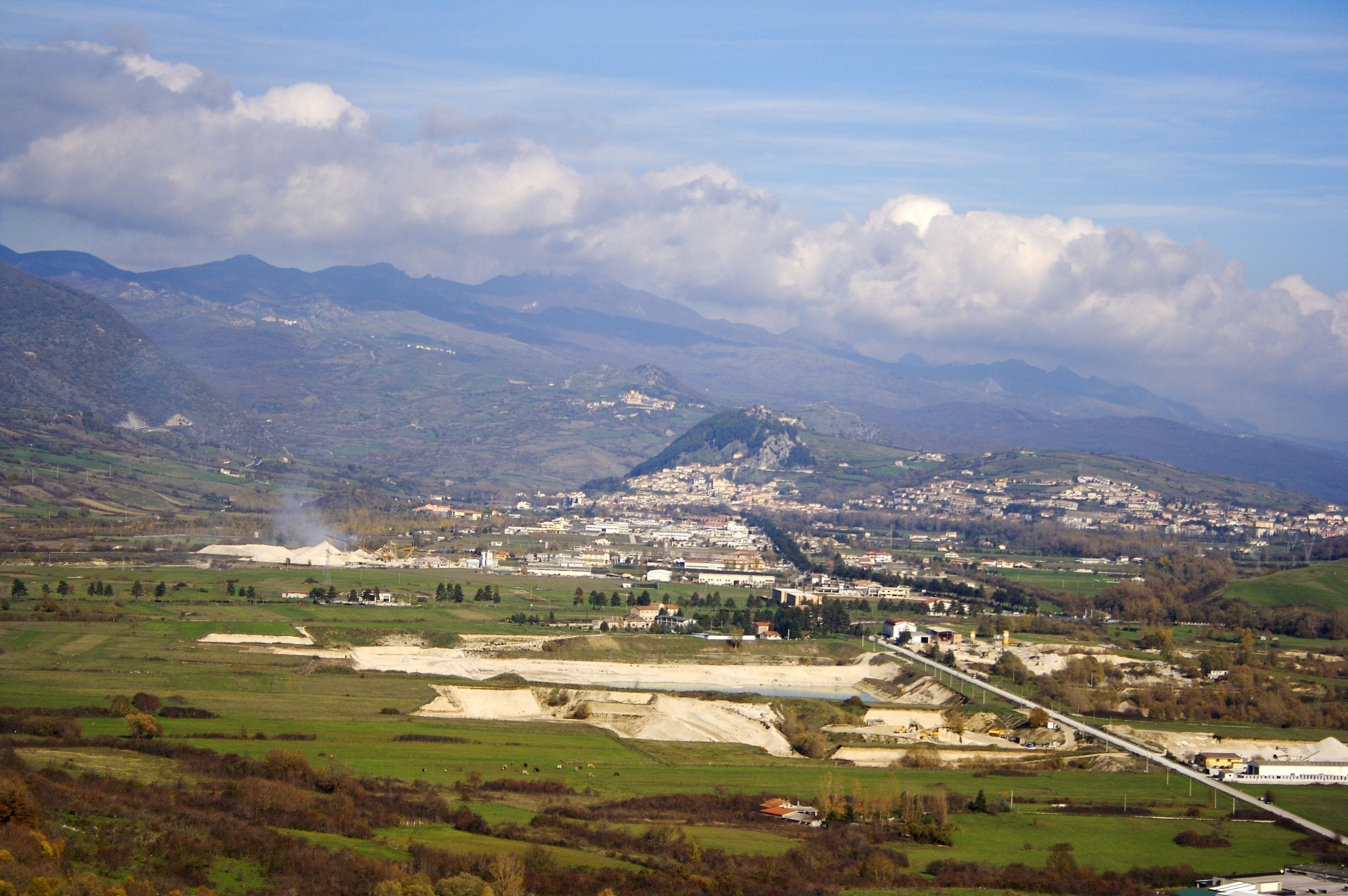
كاستيل دي سانغرو

في الماضي عرفت منطقة أبرتسة باسم ترانس أومانزا حيث تجري هجرة الأغنام بشكل رئيسي جنوبًا نحو بوليا خلال أشهر الشتاء الباردة.
تشمل اللهجات الإقليمية لهجة تيرامانو واللهجة الأبروزية الشرقية الأدرياتيكية واللهجة الأبروزية الحضرية. تشكل اللهجتان الأولتان جزءًا من اللهجات الإيطالية الجنوبية الداخلية في جنوب إيطاليا والتي تعرف أيضًا اختصارًا باسم «نابولية» بسبب وجود المنطقة كجزء في مملكة نابولي والصقليتين، بينما تتصل لهجة لاكويلا الإيطالية بالقسم الأوسكاني الأومبري في وسط إيطاليا والتي تضم روما أيضًا. تجدر الإشارة أن لهجات أبرتسة ليست ملحوظة بشكل خاص. في الواقع، تقيم جامعة هارفارد برنامج لغة صيفي مكثف في فاستو وهي منتجع على الساحل الجنوبي لأبرتسة. لكن هناك منطقة لغوية ألبانية صغيرة في منطقة بيني في مقاطعة بيسكارا.
من بين مدن أبرتسة التاريخية العديدة سولمونا على عتبة هضبة ماييلا واشتهر منها الشاعر الإيطالي القديم أوفيد. سكانو بلدة على جانب بحيرة تلة، أما أتري فهي مركز فني خلاب وكذلك بلدات التلال بيني ولانشانو ولوريتو أبروتينو.

### اللهجات
يمكن تقسيم اللهجات المحكية في الإقليم إلى ثلاث مجموعات رئيسية:
- اللهجة السابية في مقاطعة لاكويلا (لهجات وسط إيطاليا).
- لهجة أبرتسة الأدرياتيكية في مقاطعة تيرامو وبيسكارا وكييتي وهي غير مستخدمة عملياً في مقاطعة أسكولي بيتشينو (لهجات جنوب إيطاليا).
- لهجة أبرتسة الغربية، في مقاطعة لاكويلا (لهجات جنوب إيطاليا).

### قرى التلال القروسطية وعصر النهضة

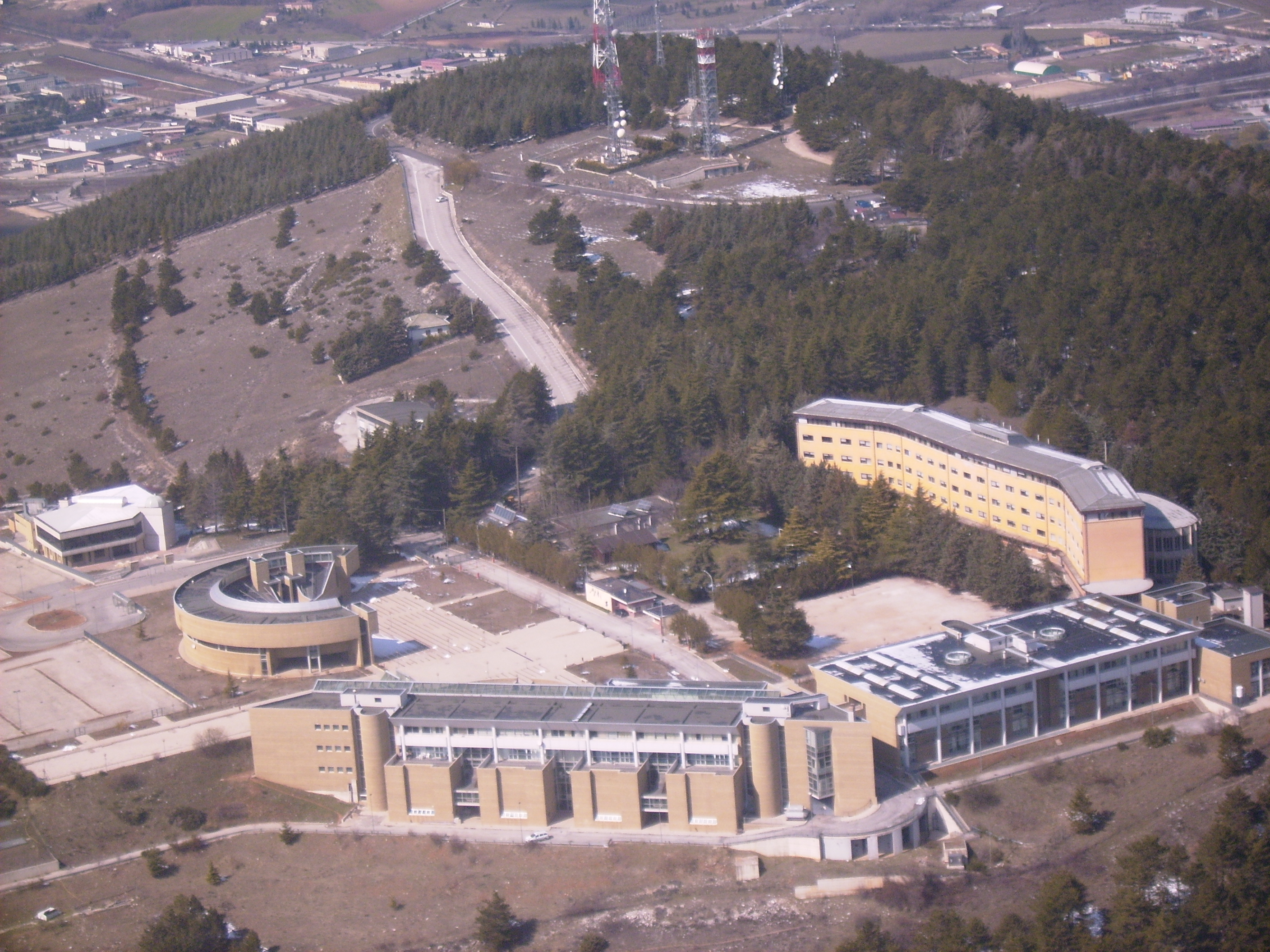
جامعة لاكويلا

تحتفظ أبرتسة ببعض أفضل قرى إيطاليا حفاظًا من القرون الوسطى وعصر النهضة. أدى التراجع المفاجئ للاقتصاد الزراعي في أبرتسة في أوائل القرن العشرين إلى منتصف القرن إلى حفظ بعض البلدات في المنطقة من التنمية الحديثة. يقع العديد منها ضمن الحدائق الإقليمية والوطنية لذلك يتم الحفاظ عليها جميعها. من بين أفضلها حفظًا لمشهدها القروسطي هي كاستل دل مونتي وسانتو ستيفانو دي سيسانيو التي تقع في حديقة غران ساسو الوطنية على حافة السهل العالي كامبو إمبيراتوري وتقع تحت أعلى قمم الأبينيني. كلا البلدتين خضعتا لحكم آل ميديشي لأكثر من قرن ونصف والسياحة قليلة نسبياً. بين يقع بين القريتين روكا دي كالاسشيو، وهي آثار قلعة قديمة شعبية معروفة لدى صانعي الأفلام. يقع أيضا داخل حديقة غران ساسو الوطنية كاستيلي وهي مركز صناعة الفخار القديمة التي كان ينتجها حرفيو السيراميك لمعظم البيوت الملكية في أوروبا. على الرغم من كونها موطنًا للعديد من الحرفيين، فإن كاستيلي لا تزال التجارة السياحية متواضعة. تقع غيرها من القرى القروسطية بشكل كامل داخل منظومة حديقة أبرتسة مثل باتشينترو في حديقة ماييلا الوطنية وبيسكاسيرولي في حديقة أبرتسة الوطنية. باتشينترو التي تتميز بوجود قلعة من القرن الرابع مع برجين سليمين، وصلها القليل من التحديث.

### الجامعات
هناك ثلاث جامعات في منطقة أبرتسة: جامعة لاكويلا وجامعة كييتي وجامعة تيرامو.

## صور

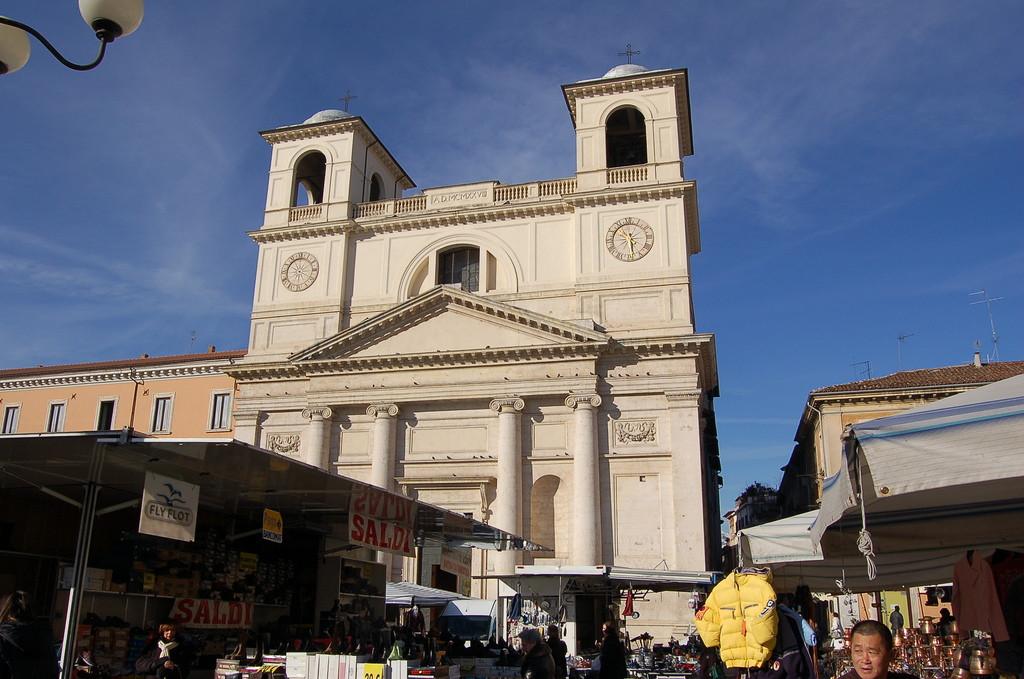
لاكويلا
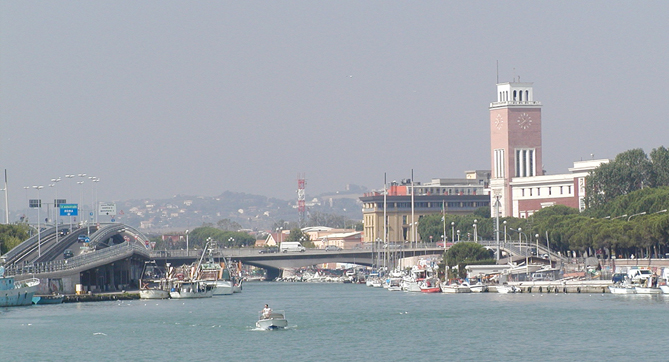
بسكارا
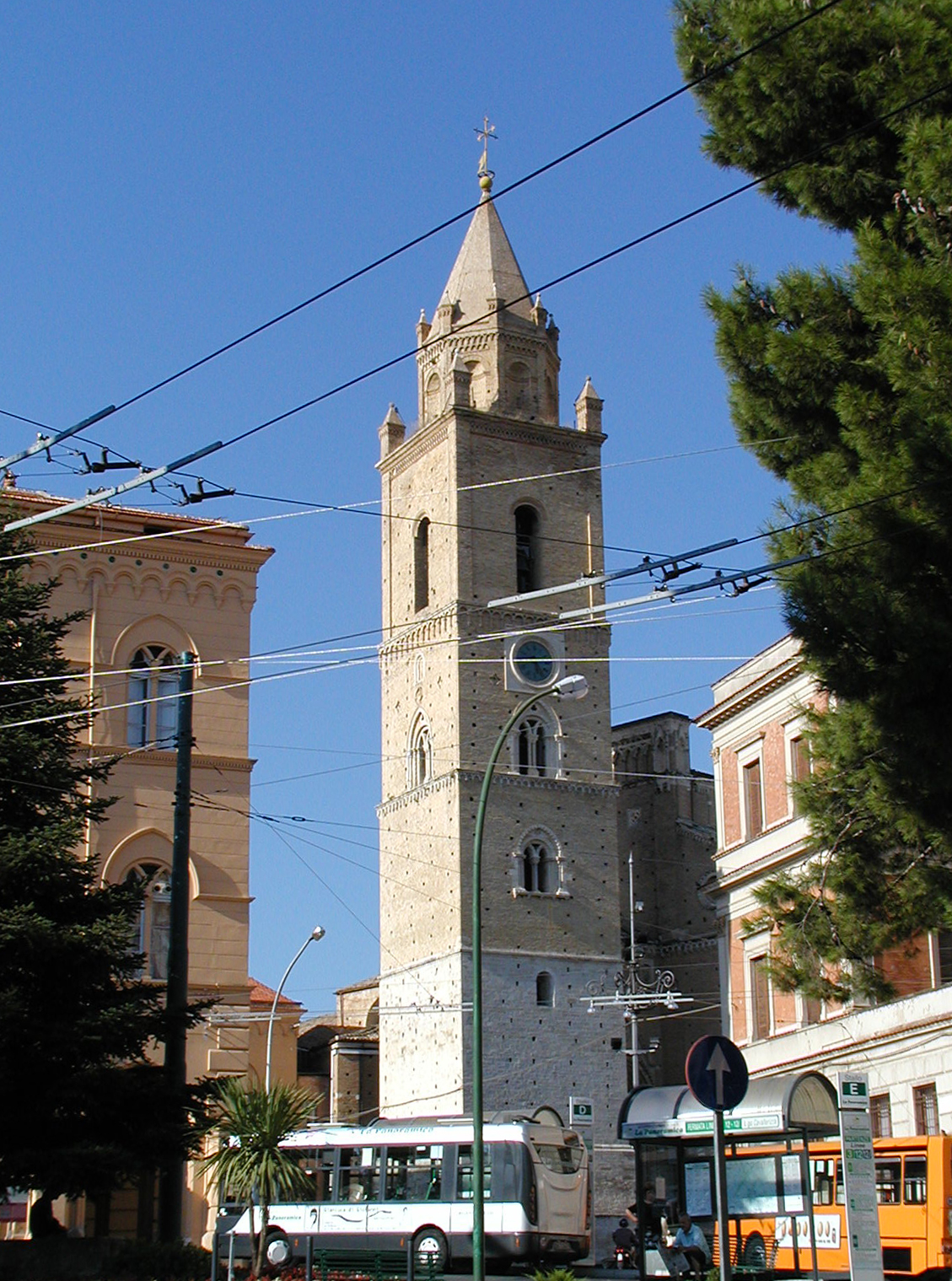
كييتي
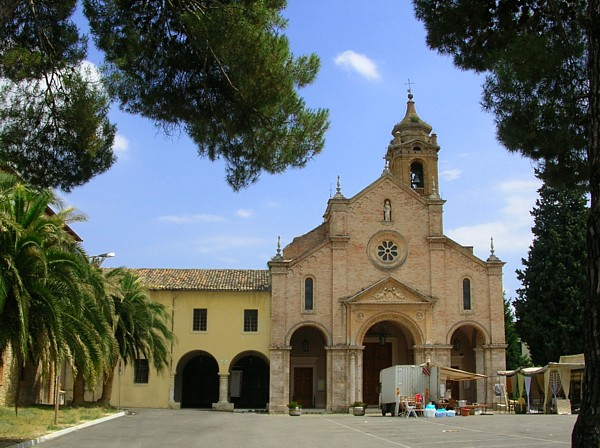
تيرامو
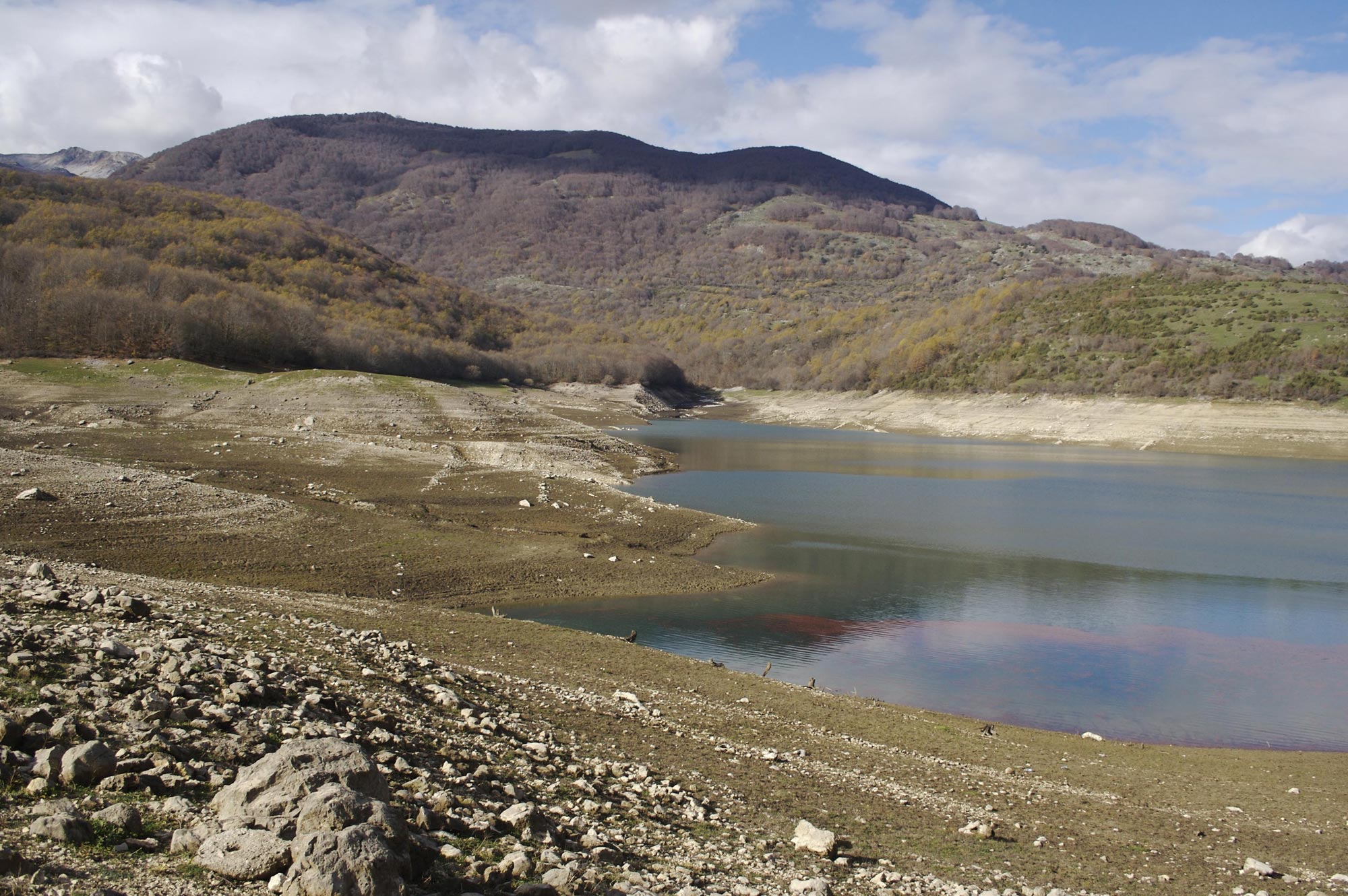
منظر طبيعي في أبروتسو
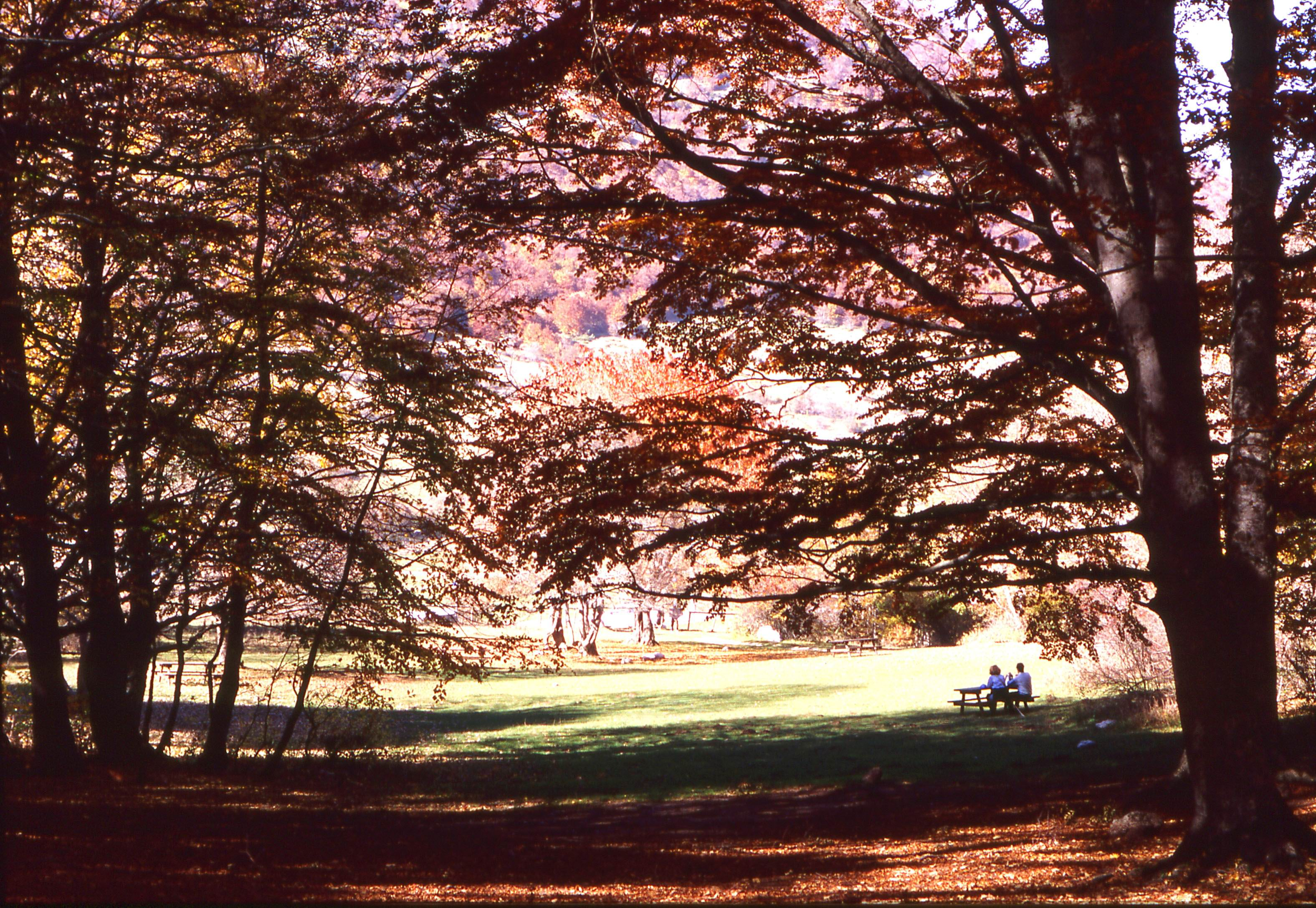
منظر خريفي في أحد غابات أبروتسو

## وصلات خارجية
- الموقع الرسمي (بالإيطالية)
- خريطة أبرتسة
- في بلاد الدببة والقلاع، فاينانشال تايمز، 29 يونيو 2007
- إيطاليا كما كانت الغارديان، 16 أبريل 2005
- الحياة في أبرتسة، قصة عن الحياة في أبرتسة عن قرية جبلية في جبال غران ساسو
- نمط الحياة الإيطالي – صور من أبرتسة
- منتجعات تزلج في أبرتسة
- فيديو مقدمة عن السفر إلى أبرتسة
- صور من أبرتسة